# Eduardo Rihan Cypel
Eduardo Rihan Cypel est un homme politique français né le 13 novembre 1975 à Porto Alegre (Brésil). Il a été député socialiste de la 8e circonscription de Seine-et-Marne sous la XIVe législature de la Ve République.

## Biographie

### Formation et carrière professionnelle
Eduardo Rihan Cypel est le petit-fils d'Abram Cypel, juif polonais qui a fui Varsovie à l'été 1939, devant l'invasion allemande, pour Porto Alegre. Né au Brésil de parents brésiliens, il arrive en France à l'âge de 10 ans. Sa famille, dans l'idée de retourner au pays après quelques années, s'installe à Créteil, où l'enfant apprend le français en classe d'initiation pour non-francophones (CLIN).
Il est naturalisé à l'âge de vingt deux ans, en 1996, alors qu'il est étudiant à l'université Paris-XII et se destine à l'enseignement. Il y obtient en 1999 un mastère en philosophie, et s'inscrit l'année suivante à Sciences Po Paris, dont il sort diplômé en 2002.
C'est là qu'il rencontre François Hollande, lequel l'oriente vers Vincent Peillon, qui le guide au sein du Parti socialiste. Il exerce la profession de « cadre » au Conseil économique de la Défense puis, de 2006 à 2010, comme chef de cabinet du maire socialiste de Bondy, Gilbert Roger.

### Parcours politique
Eduardo Rihan Cypel s'engage au Parti socialiste en 2004. Il est élu conseiller municipal de Torcy en mars 2008, et conseiller régional d'Île-de-France lors des élections régionales de 2010 sur la liste de Jean-Paul Huchon. 
Le 19 septembre 2010, Eduardo Rihan Cypel crée le groupe d'élus naturalisés baptisé « Français sans distinction » en réaction au discours de Grenoble[réf. souhaitée]. Il fait partie de l'équipe de campagne de François Hollande pour l'élection présidentielle de 2012, où il est chargé des questions d'immigration.
Eduardo Rihan Cypel est investi par le Parti socialiste pour se porter candidat au siège de député dans la 8e circonscription de Seine-et-Marne avec Isabelle Cros comme suppléante. Le 10 juin 2012, lors du premier tour des élections législatives, il arrive en tête avec 37,37 % des voix, devant la députée sortante Chantal Brunel (UMP) qui totalise 31,81 %. Il l'emporte au second tour le 17 juin avec 52,77 % des suffrages exprimés.
En août 2013, des propos tenus par le député européen FN Bruno Gollnisch sur son blog, concernant les déclarations de Rihan Cypel au sujet de l'affaire Clément Méric et traitant Rihan Cypel de « Français de relativement fraîche date », provoquent l'indignation du PS,.
Aux côtés de David Assouline, il est porte-parole du PS, avec Frédérique Espagnac et Laurence Rossignol.
Le 20 septembre 2015, il est candidat à l'élection municipale partielle de Bussy-Saint-Georges. La maire sortante Chantal Brunel est réélue dès le premier tour et la liste conduite par Eduardo Rihan Cypel termine troisième à 15 %,. Lors d'une autre élection municipale partielle en décembre 2016, il perd de nouveau avec 15 % des voix au second tour.
Il est membre du comité politique de la campagne de Vincent Peillon pour la primaire citoyenne de 2017.
Aux élections législatives de 2017, il se présente, après avoir obtenu l’investiture du PS, sous l’étiquette « Majorité présidentielle ». Il est éliminé dès le premier tour avec 10,3 % des voix et perd son mandat de député.
À partir d'août 2017, il anime un billet quotidien dans la matinale de Radio Nova, où il ne reste finalement qu'un mois à l'antenne.
En février 2018, Le Parisien fait état de rumeurs (non confirmées par la fédération PS de Seine-et-Marne) selon lesquelles il aurait été radié du PS par le bureau fédéral des adhésions en raison de son souhait « de s’inscrire dans la majorité présidentielle, mais pas à n’importe quel prix ».
Début juin 2018, il officialise sa reconversion professionnelle dans le domaine des sous-vêtements, en lançant une marque, Brumaire Paris (en cessation d'activité). 
Au mois de février 2022, l'ancien porte-parole du PS annonce quitter le parti pour rejoindre Territoires de progrès, parti social-démocrate de la majorité du président de la République Emmanuel Macron. Il s'en affiche porte-parole alors que le site de Territoires de progrès mentionne Ergün Toparslan, porte-parole et vice-président chargé des élections.
LREM ne lui accorde pas l'investiture dans la 8e circonscription. Le parti présidentiel choisit Hadrien Ghomi, ancien militant socialiste, qui remporte l’élection et est élu député LREM.
Député socialiste entre 2012 et 2017, Eduardo Rihan-Cypel a rejoint un temps Territoires de progrès, parti social-démocrate du camp macroniste. Deux ans plus tard, il annonce à La Tribune Dimanche qu’il revient au PS, au sein de la « vieille maison » qui a, selon lui, « réorienté » sa ligne en prenant ses distances avec la radicalité du parti de Jean-Luc Mélenchon ».